# René Just Haüy

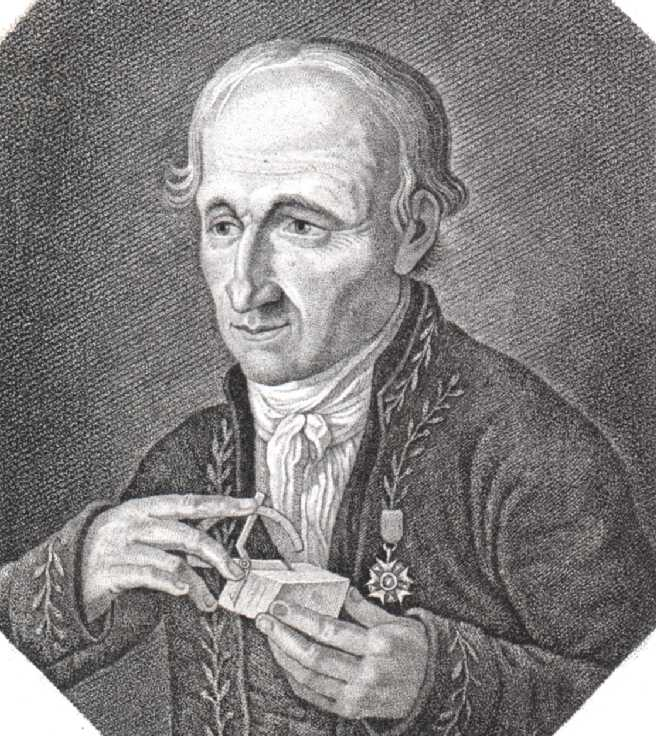
René-Just Haüy mit Goniometer

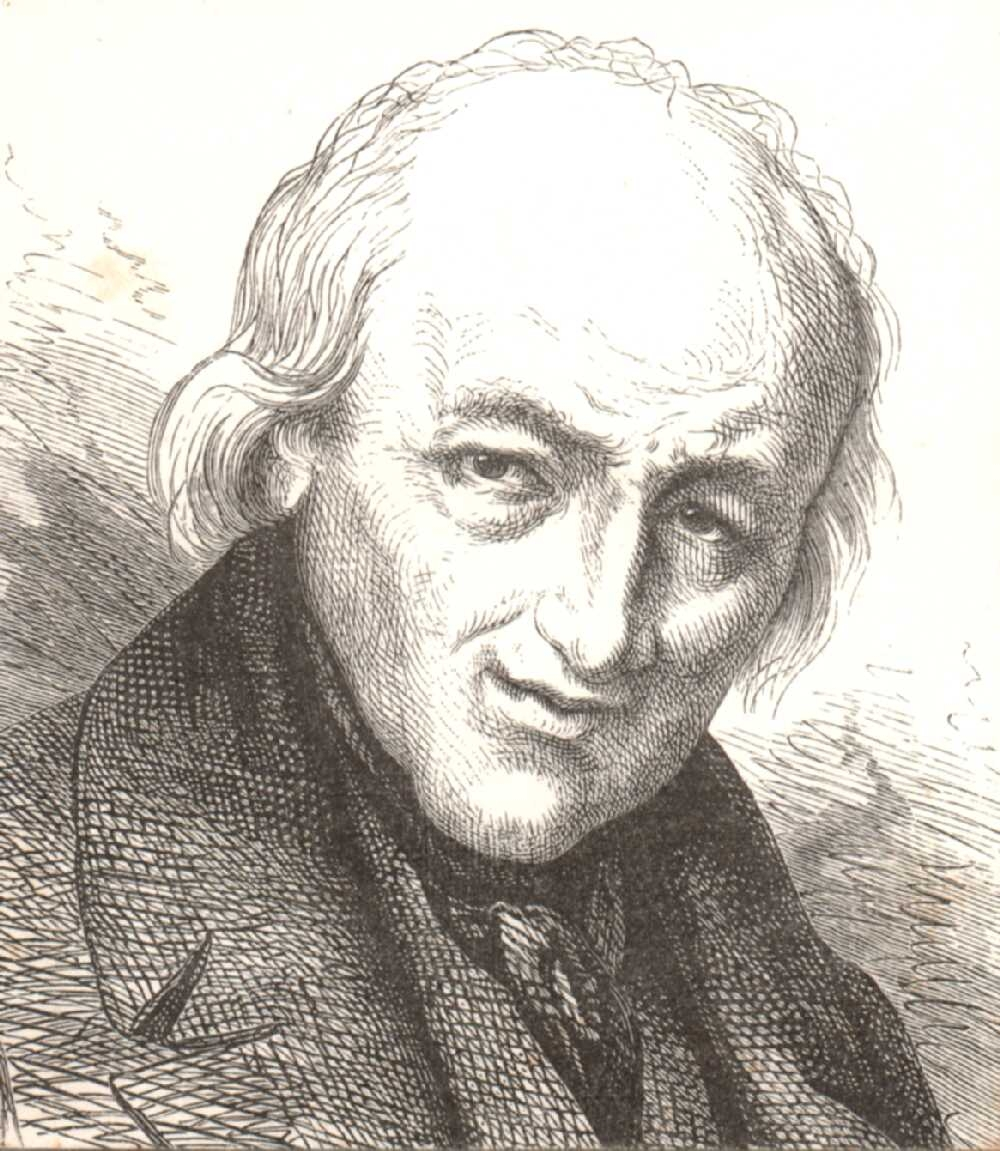
René-Just Haüy.

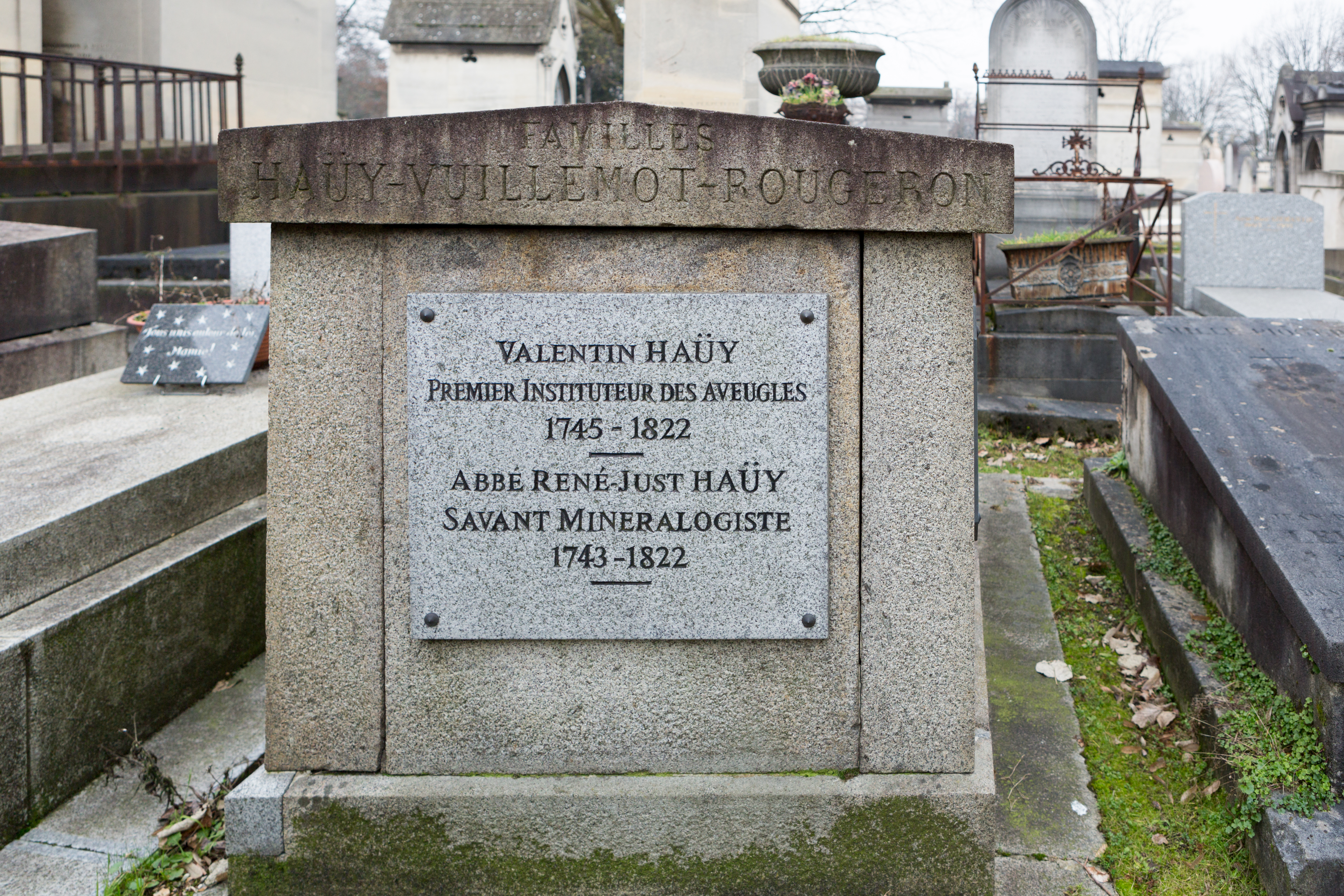
Die Grabstätte von René Just Haüy und seines Bruders Valentin Haüy, auf dem Friedhof Père-Lachaise in Paris.

René Just Haüy (* 28. Februar 1743 in Saint-Just-en-Chaussée; † 1. Juni 1822 in Paris) war ein französischer Mineraloge.

## Leben und Wirken
Haüy war der Sohn des Webers Just Haüy und dessen Frau Madeleine Candelot. Sein jüngerer Bruder ist Valentin Haüy. Seine frühe Ausbildung erhielt er an der Prämonstratenser-Abtei von Saint-Just. Um 1750 zog die Familie nach Paris.
Haüy begann an der Universität von Paris mit einem Stipendium am Collège de Navarre zu studieren, wo er unter anderem von Mathurin-Jacques Brisson unterrichtet wurde. 1761 erlangte er einen Abschluss als Magister artium. Haüy wurde zum Schulmeister der dortigen dritten Klasse der Sekundarschule ernannt und setzte sein Theologiestudium fort. 1762 wurde Haüy tonsiert und erhielt 1765 die Niederen Weihen. 1767 wurde er Subdiakon, 1769 Diakon und erhielt 1770 die Ordination zum Priester. Anschließend wurde Haüy zum Schulmeister der zweiten Klasse der Sekundarschule am Collège du Cardinal Lemoine ernannt. Während dieser Zeit entwickelte er ein Vorliebe für Botanik.
Im August 1792 kam er wie andere Priester ins Gefängnis und sein Leben war in Gefahr, er wurde aber durch Fürsprache seines Schülers Étienne Geoffroy Saint-Hilaire entlassen. Nach dem Tod von Déodat Gratet de Dolomieu wurde er 1802 Professor am Muséum national d’histoire naturelle. Mit Ende der „Napoleonischen Ära“ (1799–1815) verlor Haüy seinen Posten und geriet in Armut.
Am 3. Juni 1822, zwei Tage nach seinem Tod, wurde Haüy auf dem Friedhof Père-Lachaise bestattet.

## Ehrungen
Am 15. Februar 1783 wurde Haüy als „Adjoint botaniste“ in die Académie des sciences aufgenommen. 1804 wurde Haüy zum auswärtigen Mitglied der Königlich Preußischen Akademie der Wissenschaften gewählt; seit 1812 war er Ehrenmitglied. 1809 wurde er korrespondierendes Mitglied der Königlich Niederländischen Akademie der Wissenschaften und 1818 auswärtiges Mitglied der Royal Society. Er war Ehrenmitglied der Russischen Akademie der Wissenschaften in St. Petersburg sowie der Royal Society of Edinburgh. 1810 wurde er als Ehrenritter in den Ritterorden des Heiligen Michael aufgenommen.
Haüy ist namentlich auf dem Eiffelturm verewigt.
Nach ihm ist das Mineral Haüyn benannt.
Anlässlich seines 175. Geburtstages fand am 28. Februar 1918 am American Museum of Natural History eine Gedenkveranstaltung statt.

## Schriften (Auswahl)
Bücher
- Essai d’une théorie sur la structure des crystaux. Paris 1784 (Digitalisat).
- Exposition raisonnée de la théorie de l’électricite et du magnétisme, d’après les principes de M. Aepinus […]. Paris 1787 (Digitalisat, Digitalisat).
  - Darstellung der Theorie der Elektricität und des Magnetismus. Nach den Grundsätzen des Herrn Aepinus. Rinck und Schnuphase, Altenburg 1801 (Digitalisat) – übersetzt von Karl Murhard.
- Exposition abrégée de la théorie sur la structure des crystaux. Paris 1792 (Digitalisat).
- Extrait d’un traité élémentaire de minéralogie. Paris 1796 (Digitalisat, Digitalisat).
- Traité de minéralogie. 5 Bände, Paris 1801 (Band 1, Band 2, Band 3, Band 4, Band 5).
  - Lehrbuch der Mineralogie. 5 Teile, Reclam, Paris / Leipzig 1804–1810 (Teil 1, Teil 2, Teil 3, Teil 4, Teil 5) – übersetzt von Dietrich Ludwig Gustav Karsten und Christian Samuel Weiss.
  - 2. Auflage. 4 Bände und 1 Atlas, Paris 1822–1823 (Band 1, Band 2, Band 3, Band 4, Atlas).
- La botanique de J. J. Rousseau […]. Paris 1802 (Digitalisat).
- Traité élémentaire de physique. 2 Bände, Paris 1803 (Band 1, Band 2).
  - Grundlehren der Physik. 2 Bände, Landes-Industrie-Comptoirs, Weimar 1804 (Band 1, Band 2) – übersetzt von Johann Georg Ludolph Blumhof (1771–1825).
  - Anfangsgründe der Physik als Handbuch in den französischen National-Lyceen ausgearbeitet. C. H. Reclam, Leipzig 1804 (Band 1, Abteilung 1) – übersetzt von Christian Samuel Weiss.
    - Handbuch der Physik: für den Elementarunterricht in den französischen National-Lyceen ausgearbeitet. 2 Bände, C. H. Reclam, Leipzig 1805 (Band 1, Band 2) – übersetzt von Christian Samuel Weiss.

  - 2. überarbeitete und ergänzte Auflage, 2 Bände, Paris 1806 (Band 1, Band 2).
  - 3. überarbeitete und ergänzte Auflage, 2 Bände, Paris 1821 (Band 1, Band 2).
- Traité des caractères physiques des pierres précieuses. 2. Auflage, 2 Bände, Paris 1806 (Band 1, Band 2).
  - Traité des caractères physiques des pierres précieuses, pour servir à leur détermination lorsqu’elles ont été taillées. Paris 1817 (Digitalisat).
- Tableau comparatif des résultats de la cristallographie, et de l’analyse chimique relativement à la classification des minéraux. Paris 1809 (Digitalisat, Digitalisat).
- Traité de cristallographie. 2 Bände und 1 Atlas, Paris 1822 (Band 1, Band 2, Atlas).

Zeitschriftenbeiträge
- Extrait d’un Mémoire sur la Structure des Crystaux de Grenat. In: Observations et Mémoires sur la Physique, sur l’Histoire Naturelle et sur les Arts et Métiers. Band 19, Paris 1782, S. 366–370 (Digitalisat).
- Extrait d’un Mémoire sur la structure des Spaths calcaires. In: Observations et Mémoires sur la Physique, sur l’Histoire Naturelle et sur les Arts et Métiers. Band 20, Paris 1782, S. 33–39 (Digitalisat).
- De la structure, considérée comme caractère distinctif des Minéraux. In: Journal d’histoire naturelle. Band 2, 1792, S. 56–71 (Digitalisat).